# آن جوهانسن
آن جوهانسن (بالإنجليزية: Ann Johanson)‏ (1934-2020) هي طبيبةٌ أمريكيةٌ متخصصةٌ في طب الغدد الصماء للأطفال. كانت أستاذةً في كلية الطب بجامعة فيرجينيا، كما كانت المدير المؤسس لقسم طب الغدد الصماء لدى الأطفال. في عام 1971، وصفت متلازمة جوهانسن-بليزارد للمرة الأولى بالتعاون مع زميلها روبرت بليزارد [الإنجليزية].